# تود لومسدن
تود لومسدن (بالإنجليزية: Todd Lumsden)‏ هو لاعب كرة قدم ومدرب كرة قدم بريطاني في مركز الدفاع، ولد في 6 فبراير 1978 في كونست ‏ في المملكة المتحدة. لعب مع ريث روفرز ونادي ألبيون روفرز ونادي ستيرلينغ ألبيون وهاميلتون أكاديميكال.

## وصلات خارجية
- تود لومسدن على موقع قاعدة بيانات كرة القدم.إي يو (الإنجليزية)
- تود لومسدن على موقع Soccerbase.com (لاعب) (الإنجليزية)